# Isgamera giordanii
Isgamera giordanii är en tvåvingeart som beskrevs av Canzoneri 1981. Isgamera giordanii ingår i släktet Isgamera och familjen vattenflugor.
Artens utbredningsområde är Senegal. Inga underarter finns listade i Catalogue of Life.